# Ana Ularu

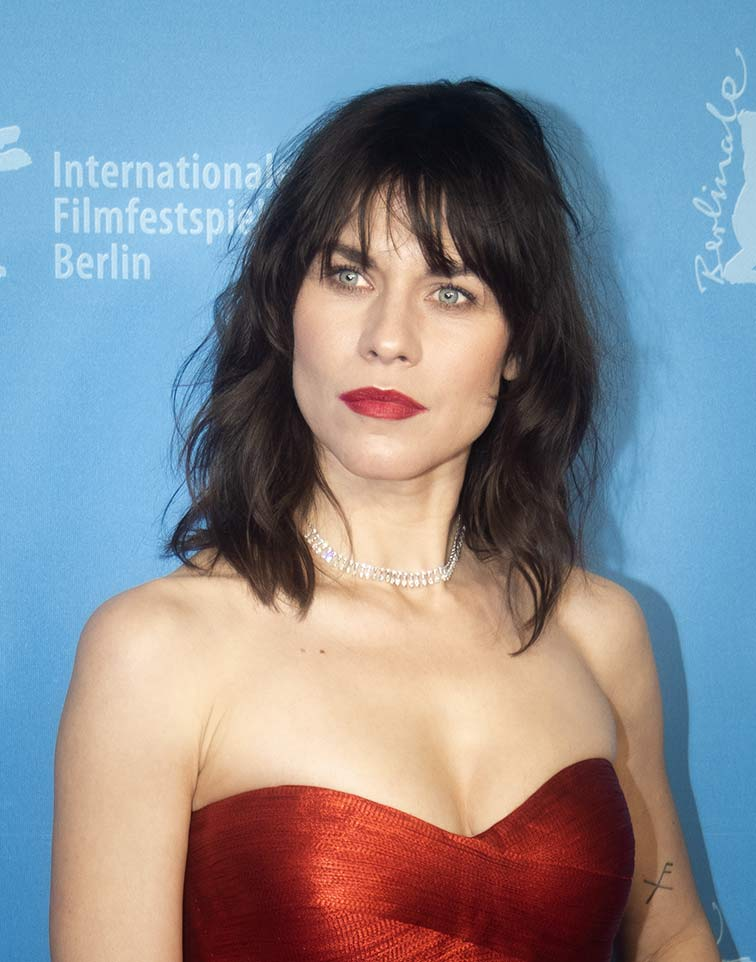
Ana Ularu, 2023

Ana Ularu (* 26. Juni 1985 in Bukarest) ist eine rumänische Schauspielerin.

## Leben
Schon als Kind begann Ularu in französischen Fernsehproduktionen zu spielen. Mit 16 spielte sie die Hauptrolle in Nabokovs Bühnenadaption Lolita. Dieser Auftritt garantierte ihr den Einstieg in eine Filmkarriere mit inzwischen mehr als 30 Filmtiteln.

### Film
Nach ihrem Abschluss an der Nationalen Universität für Film und Theaterwissenschaft 2012 war sie der Berlinale-Shootingstar für Rumänien. In Susanne Biers Serena ist sie neben Jennifer Lawrence und Bradley Cooper zu sehen. In der Serie Die Borgias spielt sie die Charlotte D’Albert, außerdem ist sie an der Pinewood Pictures Produktion Camera Trap, am Thriller Thursday und dem italienischen Sci-Fi Drama Index Zero beteiligt.
Ularus Leistung als Matilda in Bogdan George Apetris Periferic brachte ihr zahlreiche Auszeichnungen als beste Schauspielerin, wie den Boccalino-d’Oro-Preis beim Internationalen Filmfestival von Locarno und eine besondere Erwähnung der Jury beim Internationalen Filmfestival Warschau. Unter ihren Filmen sind Daniele Vicaris Diaz und Francis Ford Coppolas Jugend ohne Jugend. Im rumänischen Fernsehen war Ularu in der ersten Staffel der TV-Serie Ein Schritt vorwärts (Cu un pas înainte) zu sehen.
2004 erhielt sie von der rumänischen Filminnung den Preis für die beste Schauspielerin sowie die Auszeichnung für die Schauspielerin des Jahres von der Rumänischen Filmkritikervereinigung. 2020/21 spielt sie die Grieta in der dystopischen Serie Tribes of Europa.

### Theater
Zu Ularus Theatererfolgen zählen Hauptrollen in Bulandras Inszenierung von Der gute Mensch von Sezuan und der Die Dreigroschenoper am Nationalen Operettentheater Bukarest. Für letztere erhielt sie den Preis für die beste Hauptdarstellerin im Rahmen der UNATC-Preise. Andere Theaterproduktionen, an denen Ana Ularu mitgewirkt hat sind: Gilgamesch-Epos, Die Atreides-Trilogie und Shakespeares Maß für Maß.

### Sängerin
Obwohl in erster Linie Schauspielerin, ist sie auch eine passionierte Jazz-Sängerin. In der Band „Sunday People“ der Brüder Hassan und Sultan Nasser tritt sie als Solistin auf.

## Filmografie (Auswahl)
- 1995: Passion mortelle
- 1995: Meurtres par procuration
- 2003: Maria
- 2004: Damen tango
- 2004: Italiencele
- 2004: Magnatul
- 2005: Lost and Found
- 2005: București-Berlin
- 2005: Concluzie
- 2006: Love Close-up
- 2006: Hârtia va fi albastră
- 2007: Afterimage

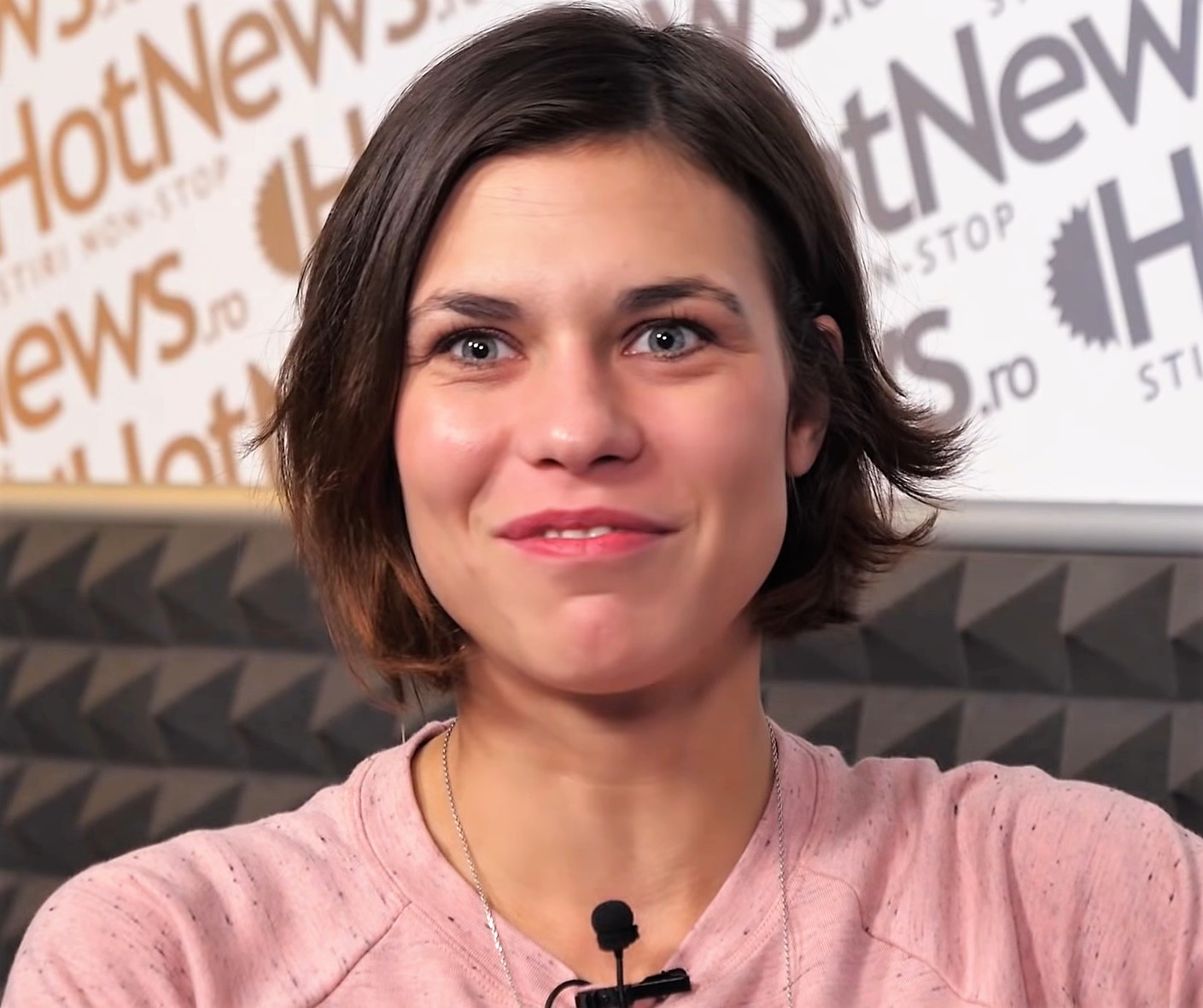
Ana Ularu (2018)

- 2007: Jugend ohne Jugend (Youth Without Youth)
- 2008: Ein Schritt vorwärts (Cu un pas inainte, Fernsehserie, 13 Episoden)
- 2009: Anacondas – Trail of Blood (Fernsehfilm)
- 2010: Periferic
- 2012: Werewolf: The Beast Among Us
- 2012: Waste
- 2013: Sunt o baba comunista
- 2013: O vara foarte instabila
- 2014: Serena
- 2014: Index Zero
- 2014: Camera Trap
- 2016: Inferno
- 2016: Die Auserwählten – Helden des Widerstands (Chosen)
- 2016: Die Reise mit Vater
- 2016: The Man Who Was Thursday
- 2017: Emerald City – Die dunkle Welt von Oz (Emerald City, Fernsehserie, 10 Episoden)
- 2017: Muse – Worte können tödlich sein (Muse)
- 2017: The Marker
- 2017: Charleston
- 2018: Siberia – Tödliche Nähe (Siberia)
- 2020: Alex Rider (Fernsehserie, 7 Episoden)
- 2020: Neidentificat
- 2021: Miracol
- 2021: Tribes of Europa (Fernsehserie, 6 Episoden)
- 2022: Tom Clancy’s Jack Ryan (Fernsehserie, 2 Episoden in Staffel 3)
- 2023: Die Gabe (The Power, Fernsehserie, 4 Episoden)
- 2023: The Power (Fernsehserie, 4 Episoden)
- 2023: Spy/Master (Fernsehserie, 6 Episoden)
- 2023: Who is Erin Carter? (Fernsehserie, 3 Episoden)
- 2024: Beyond Borders (Between Borders)
- 2024: Paris Has Fallen (Fernsehserie, 8 Episoden)
- 2024: Ink Wash
- 2025: Subterran (Fernsehserie, 6 Episoden)
- 2025: Per amore di una donna
- 2025: Andor (Fernsehserie, Episode 2x09)

## Preise
Ana Ularu wurde für den Film Periferic mehrfach ausgezeichnet:
- Gopo-Preis, beste Schauspielerin im Film „Periferic“
- Swiss Critics Boccalino beim Internationalen Filmfestival von Locarno, beste Schauspielerin im Film „Periferic“
- UCIN-Preis, beste Schauspielerin im Film „Periferic“
- Internationales Filmfestival Thessaloniki, beste Schauspielerin im Film „Periferic“
- Internationales Filmfestival Warschau, Auszeichnung für die Rolle im Film „Periferic“